# Liste der Naturdenkmale in Scheibenhardt
Die Liste der Naturdenkmale in Scheibenhardt nennt die im Gemeindegebiet von Scheibenhardt ausgewiesenen Naturdenkmale (Stand 17. April 2013).

## Naturdenkmale
| Nr.         | Bezeichnung                     | Lage                                             | Beschreibung                                 | Bild                                    |
| ----------- | ------------------------------- | ------------------------------------------------ | -------------------------------------------- | --------------------------------------- |
| ND-7334-198 | Feldahorn bei der Bienwaldmühle | nordwestlich des Ortes an der Bienwaldmühle Lage | Acer campestre, mehrstämmig, um 1950 gekeimt | Direkt Bild zu diesem Denkmal hochladen |